# Nacional Sitjes

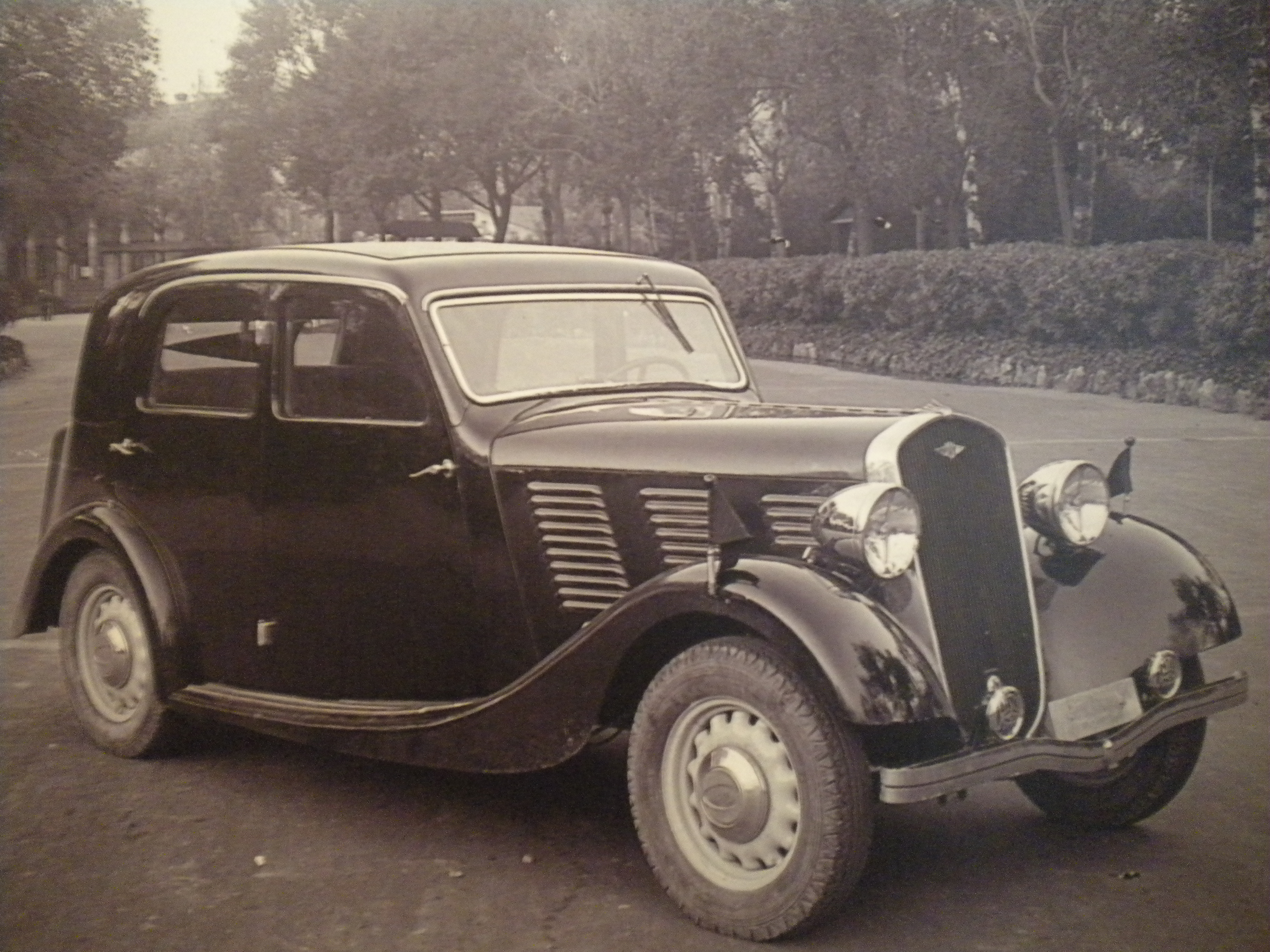
Nacional Sitjes von 1935

Fábrica de Automóviles Nacional Sitjes war ein spanischer Hersteller von Automobilen.

## Unternehmensgeschichte
Das Unternehmen aus Barcelona begann 1933 unter der Leitung von Antoni Sitjes i Casahuga mit der Produktion von Automobilen. 1937 endete die Produktion.

## Fahrzeuge
Das einzige Modell hatte einen Vierzylindermotor mit 1235 cm³ Hubraum und 36 PS Leistung. Zur Auswahl standen zwei- und viertürige Limousinen sowie ein Cabriolet.

## Gepanzerte Karosserien
Das Unternehmen stellte während des Spanischen Bürgerkriegs gepanzerte Karosserien für Autos und Lastwagen her.